# West River (Wyoming)
West River é uma Região censo-designada localizada no estado norte-americano de Wyoming, no Condado de Washakie.

## Demografia
Segundo o censo norte-americano de 2000, a sua população era de 321 habitantes.

## Geografia
De acordo com o United States Census Bureau tem uma área de
149,1 km², dos quais 148,3 km² cobertos por terra e 0,8 km² cobertos por água.

## Localidades na vizinhança
O diagrama seguinte representa as localidades num raio de 56 km ao redor de West River.